# Strada Statale 148 Pontina
Die Strada Statale 148 Pontina (SS 148) ist eine italienische Staatsstraße, die Rom mit den Städten Latina und Terracina verbindet und als Haupterschließung der Pontinischen Ebene fungiert. Zwischen 2001 und 2019 war sie als Regionalstraße SR 148 klassifiziert. Zwischen Rom und Latina ist sie vierspurig ausgebaut. Dieser Teil soll in Zukunft durch eine vollwertige Autobahn Rom–Latina ersetzt werden.